# El espectro de la iglesia de Newby
El espectro de la Iglesia de Newby (o el monje de Newby) es el nombre que recibe una figura encontrada en una fotografía tomada en la Iglesia de Cristo Consolador, en los terrenos de Newby Hall en Yorkshire del Norte, Reino Unido. La imagen fue tomada en 1963 por el Reverendo Kenneth F. Lord.Como la figura parece parecerse a un ser humano, se ha especulado mucho sobre qué tipo de persona podría haber en la imagen. La mayoría de las especulaciones de los creyentes han concluido que se parece a un monje del siglo XVI, con un sudario blanco sobre el rostro, posiblemente para enmascarar la lepra u otra desfiguración. Otros sostienen que se trata de un cómplice disfrazado.
Las afirmaciones iniciales sugirieron que la figura mediría 9 pies de alto (2.74 metros), pero sus pies no son visibles y fácilmente podría estar parada sobre una caja, dando la impresión de altura.
Al examinar la imagen, supuestos expertos en fotografía (BBC) han concluido que la imagen no es el resultado de una doble exposición, aunque Rick Burden, fundador del sitio web Ghost Hunters of Australia, cree que es "probablemente falsa". Se parece a muchos otros engaños de doble exposición.